# Louie B. Felt
Louie Bouton Felt (ur. 5 maja 1850 w South Norwalk, zm. 13 lutego 1928 w Salt Lake City) – amerykańska działaczka społeczna.

## Życiorys
Urodziła się w South Norwalk w stanie Connecticut, swego męża Josepha H. Felta poznała podczas podróży do zdominowanego przez świętych w dniach ostatnich Utah. Jej rodzice związali się z mormonizmem przed narodzinami córki W zasadzie całe jej dorosłe życie związane było ze strukturami Kościoła Jezusa Chrystusa Świętych w Dniach Ostatnich. Posługiwała jako prezydent Organizacji Podstawowej w jedenastym okręgu w Salt Lake City. W 1880 otrzymała powołanie na stanowisko prezydent naczelnej afiliowanej przy tej właśnie wspólnocie religijnej tzw. Organizacji Podstawowej, która zajmuje się wśród świętych w dniach ostatnich opieką nad i wychowaniem dzieci. Felt w powołaniu tym posługiwała przez czterdzieści pięć lat, dłużej niż jakakolwiek inna kobieta kierująca jedną z organizacji afiliowanych przy Kościele. Za jej rządów Organizacja Podstawowa przeszła znaczącą ewolucję, przybierając kształt zbliżony do współczesnego.
Nie doczekała się własnego potomstwa, wywarła niemniej ogromny wpływ na kilka pokoleń mormońskich dzieci. Jako prezydent generalna Organizacji Podstawowej rozwinęła rozległą działalność społeczną. Stała za powstaniem Primary Children's Hospital (1911). Placówka ta pierwotnie pomyślana została jako miejsce dla dochodzących do zdrowia pacjentów, później dopiero przekształcono ją w pełnowymiarowy szpital. Felt doprowadziła również do utworzenia pisma Children's Friend (1902), początkowo jako przewodnika dla pracowników nadzorowanej przez nią organizacji kościelnej. Starała się wzbogacać program nauczania dzieci mormońskich, wprowadzając doń elementy pozwalające na przyswajanie wiedzy poprzez aktywny udział uczniów w kształtowaniu zajęć.
Uzyskała zwolnienie ze stanowiska prezydent naczelnej Organizacji Podstawowej w 1925. Zmarła trzy lata później w Salt Lake City.